# Maragua
Maragua è un centro abitato del Kenya, situato nella contea di Muranga.